# ميخائيل كايزر
ميخائيل كايزر (بالإنجليزية: Michael Kaiser) هو رائد أمريكي، ولد في 27 أكتوبر 1953 في نيويورك في الولايات المتحدة.